# Give Ireland Back to the Irish
Give Ireland Back to the Irish (englisch für Gebt Irland den Iren zurück) ist ein Lied der britischen Musikgruppe Wings, das 1972 als Single-A-Seite veröffentlicht wurde. Es ist die Debütsingle der Wings. Komponiert wurde es von Paul McCartney und Linda McCartney.

## Hintergrund

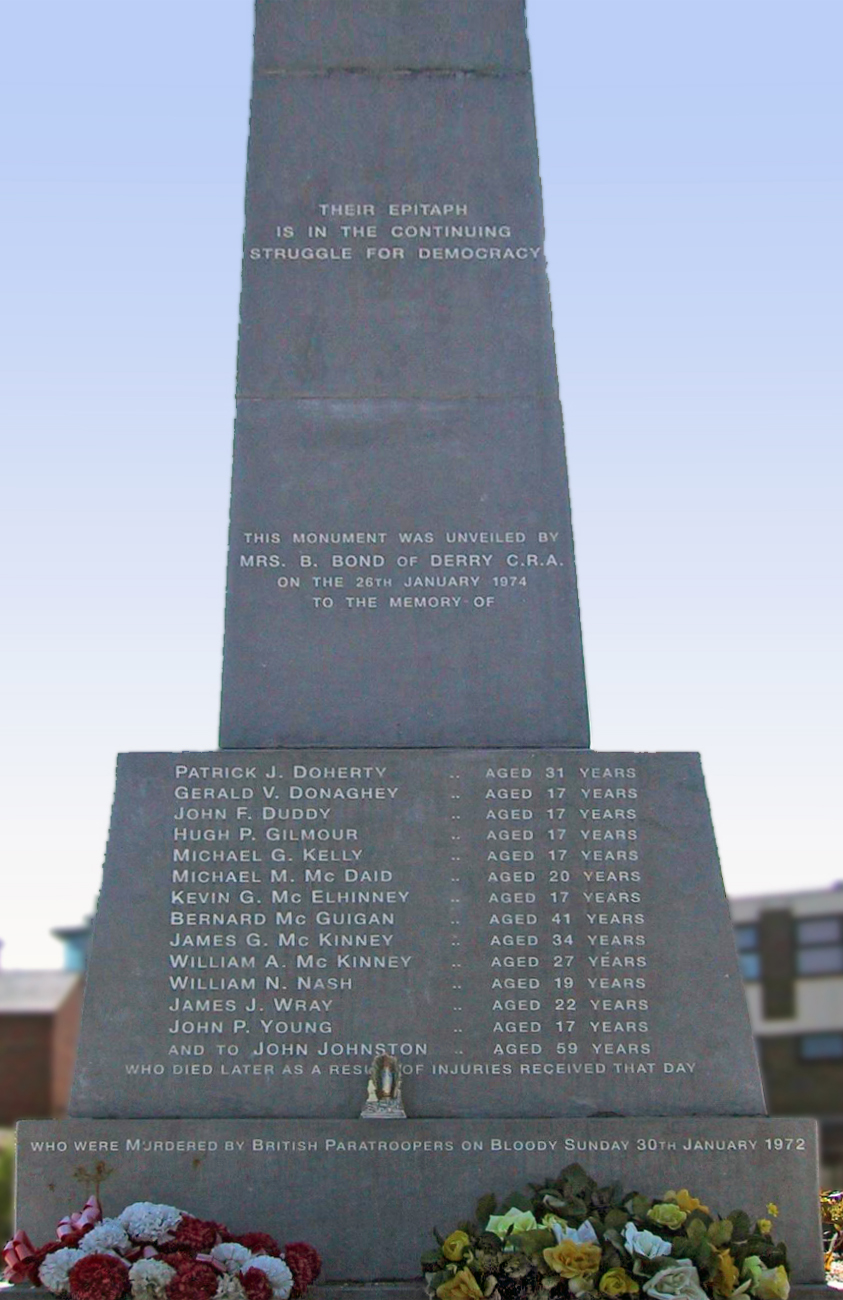
Denkmal für die Opfer in Derry

Am Blutsonntag (englisch Bloody Sunday), am 30. Januar 1972, schossen Fallschirmjäger der britischen Spezialeinheit Parachute Regiments in der nordirischen Stadt Derry bei einer ungenehmigten Demonstration für Bürgerrechte und gegen die britische Internierung von Katholiken auf mindestens 26 Demonstranten. 13 Demonstranten wurden erschossen, weitere 13 schwer verletzt. Das Ereignis führte zur Eskalation des Nordirlandkonflikts.
Paul McCartney schrieb das Lied Give Ireland Back to the Irish wohl noch am gleichen oder am folgenden Tag als Reaktion auf den Blutsonntag, da er schon am 1. Februar ins Studio ging. McCartney sagte im März 1972 gegenüber ABC News: „….Ich bin Brite, ich wurde in Großbritannien geboren und der Song ist aus britischer Sicht geschrieben. Ich kenne Leute, die sagten, man solle nicht reden, wenn man kein Ire ist, aber der Punkt ist, dass es die britische Armee ist, die den Ärger verursacht, nicht die Iren, weißt du?... Ich sehe das Problem jetzt darin, dass bestimmte Leute denken, dass die Briten nicht dort sein sollten, und wenn sie dort sind, sollten sie sicherlich nicht das irische Volk erschießen. …Ich bin Brite, ja, natürlich bin ich das. Ich habe wahrscheinlich einen irischen Hintergrund, ja, aber ich fühle mich britisch, und ich möchte stolz auf Großbritannien sein und auf das, was Großbritannien tut.“
Der Text des Liedes ist eindeutig und lässt kaum Interpretation zu, so lautet der Refrain: „Gebt Irland den Iren zurück, zwingt sie nicht dazu, es sich selbst zu holen, gebt Irland den Iren zurück, macht Irland noch heute irisch.“ In der ersten Strophe wird fragend besungen, ob es sich wohl britische Staatsbürger gefallen lassen würden, wenn sie auf dem Weg zur Arbeit von irischen Soldaten angehalten würden. Würde man sich passiv verhalten oder zum Berserker werden?
Die B-Seite der Single trug den Titel Give Ireland Back to the Irish (Version). Es ist eine Instrumentalversion des Liedes mit einer zusätzlichen Gitarre und irischer Penny Whistle. Das Instrumental löste zwei Probleme: ein weiteres Lied für die B-Seite der Single und Radiomoderatoren eine Alternative zu ermöglichen, wenn der Hauptsong, wie erwartet, verboten wird.
Laut Aussage von Paul McCartney wurde er vom Vorsitzenden der EMI, Sir Joseph Lockwood angerufen, der ihm mitteilte, dass die EMI das Lied nicht veröffentlichen wollte, da sie es für zu aufrührerisch hielt, und er prophezeite, dass Give Ireland Back to the Irish nicht im Radio gespielt werden würde. Die BBC verbot Give Ireland Back to the Irish am 10. Februar 1972, zwei Wochen vor dem Veröffentlichungsdatum am 25. Februar in Großbritannien. Es wurde auch vom ITV-Fernsehsender und Radio Luxemburg verboten. BBC Radio 1 DJ John Peel sagte aber dazu: „Das Verbot ist ein viel stärkerer politischer Akt als der Inhalt der Platte selbst. Es ist nur die Meinung eines Mannes.“ In seiner Ausgabe vom 19. Februar berichtete der Melody Maker über McCartneys Antwort auf das Verbot: „Ich denke, die BBC sollte hoch gelobt werden, da sie verhindert, dass die Jugend meine Meinung hört.“
Die Aussage des Liedes wurde jedoch nicht allgemein unterstützt und führte zu Aggressionen gegen ein Familienmitglied der Wings. McCartney sagte dazu: „Wir alle bei den Wings empfanden das gleiche. Aber Henry McCulloughs Bruder, der in Nordirland lebte, wurde deswegen verprügelt. Die Schläger fanden heraus, dass Henry bei den Wings war.“

Wings in Montreux, 22. Juli 1972

Wings spielten Give Ireland Back to the Irish während ihrer ersten Konzerttournee, die aus einer Reihe von unangekündigten Shows an Universitäten in England und Wales vom 9. bis 23. Februar bestand.
Die Single Give Ireland Back to the Irish erreichte Platz 16 in Großbritannien und in den USA Platz 21 in den jeweiligen Charts, in Deutschland konnte sich die Single nicht platzieren. Die Single führte aber die Charts in Irland und Spanien an.
John Lennon veröffentlichte im Juni 1972 auf seinem Gemeinschaftsalbum mit Yoko Ono Some Time in New York City zwei Lieder zur gleichen Thematik: Sunday Bloody Sunday und The Luck of the Irish.

## Aufnahme
Give Ireland Back to the Irish wurde von den Wings am 1. Februar 1972 in den Londoner Abbey Road Studios mit Paul McCartney als Produzenten aufgenommen. Tony Clark war der Toningenieur der Aufnahmen. Weitere Arbeiten an dem Lied fanden wahrscheinlich am 2. Februar in den Apple Studios mit Glyn Johns als Toningenieur statt. Die Abmischung des Liedes erfolgte ebenfalls in den Apple Studios am 3. und 4. Februar.
Besetzung:
- Paul McCartney: Gesang, Bass
- Linda McCartney: Keyboard, Begleitgesang
- Denny Laine: E-Gitarre
- Henry McCullough: E-Gitarre
- Denny Seiwell: Schlagzeug

## Veröffentlichung
- Am 25. Februar 1972 erschien in Großbritannien (USA: 28. Februar) die Single Give Ireland Back to the Irish / Give Ireland Back to the Irish (Version), wobei es sich bei der B-Seite um eine Instrumentalversion des Liedes handelt.
- Am 7. Juni 1993[4] wurde die CD Wild Life in einer von Peter Mew remasterten Version veröffentlicht. Sie enthält unter anderen Give Ireland Back to the Irish als Bonuslied.
- Am 7. Dezember 2018 wurde Wild Life, zum zweiten Mal remastert, von dem Musiklabel Capitol Records als Teil der Paul McCartney Archive Collection veröffentlicht. Die Special Edition enthält sowohl Give Ireland Back to the Irish als auch Give Ireland Back to the Irish (Version).
- Am 2. Dezember 2022 wurde die Singlebox The 7″ Singles Box veröffentlicht, die auch Give Ireland Back to the Irish enthält.